# 引文格式语言
引文格式语言是一种开放的 XML 文件格式，用于描述用于格式化参考文献和书目的模式。 使用 CSL 的文献管理软件包括 Zotero、Mendeley 和 Papers。  Pandoc 轻量级文档转换系统还支持 CSL、YAML 和 JSON 格式的引用，并且可以使用 Zotero Style Repository 中列出的任何 CSL 样式来呈现这些格式。

## 历史
CSL 是由 Bruce D’Arcus 创建的，用于 OpenOffice.org 和基于 XSLT 的“ CiteProc”CSL 处理器。CSL 是与 Zotero 开发商 Simon Kornblith 合作进一步开发的。自2008年以来，核心开发团队由 D’Arcus、 Frank Bennett、 Rintze Zelle、 Brenton Wiernik 和 Denis Maier 组成。
CSL 的发行版分别为0.8(二○○九年三月二十一日)、0.8.1(二○一○年二月一日)、1.0(二○一○年三月二十二日)、1.0.1(二○一二年九月三日)及1.0.2(二○二一年十月二十二日)。 CSL 1.0是一个向后不兼容的版本，但是0.8.1格式的样式可以自动更新为 CSL 1.0格式。
在2006年发布时，Zotero 成为第一个采用 CSL 的应用程序。 2008年，Mendeley 在 CSL 的支持下发布，2011年，paper 和 Qiqqa 获得了对基于 CSL 的引文格式的支持。

## 软件支持
- Zotero、 Mendeley、 Paper 和 Qiqqa 都支持 CSl1.0(Zotero 也支持 CSL0.8.1风格，这些风格在内部被更新为 CSL1.0)。
- Zotero、 Mendeley 和 Qiqqa 都依赖 citeproc-js 的 JavaScript CSL 处理器。
- Zotero，Mendeley 和 Qiqqa 提供了一个内置的 CSL 编辑器来帮助创建和修改 CSL 风格。

## 格式
CSL 项目维护一个 CSL 1.0样式存储库，其中包含超过9000种样式(超过1700种独特样式)。